# Frédéric Hufnagel
Frédéric Eric Hufnagel meglio noto come Freddy Hufnagel (Villeneuve-sur-Lot, 24 agosto 1960) è un ex cestista e allenatore di pallacanestro francese.

## Carriera
Con la Francia ha disputato i Campionati mondiali del 1986 e quattro edizioni dei Campionati europei (1981, 1985, 1987, 1989).

## Palmarès

### Squadra
- Campionato francese: 3

Pau-Orthez: 1985-86, 1986-87, 1995-96
- Coppa Korać: 1

Pau-Orthez: 1983-84

### Individuale
- LNB MVP francese: 1

Orthez: 1986-87